# 弦楽四重奏曲第33番 (シュポーア)
弦楽四重奏曲第33番ト長調op.146は、ドイツの作曲家、シュポーアによって1851年に作曲された弦楽四重奏曲である。

## 作品について
この『第33番』以降の4つの弦楽四重奏曲は晩年の円熟に達した作品群である。なかでもこの『第33番』は第2楽章のアダージョの美しさが特に名高い傑作である。

## 曲の構成
- 第1楽章 アレグロ

繊細な感情を讃えるようなアレグロの章である。
- 第2楽章 アダージョ・モルト

音色的伴奏と対位法的伴奏が美しい旋律の背景を飾る、悲しい歌の章である。
- 第3楽章 スケルツォ：プレスト

おどけたようなスケルツォと、抒情的な性格を持った優美なトリオの章である。
- 第4楽章 フィナーレ：モルト・アレグロ

どこか影を持った、気品が漂うフィナーレである。